# Сагбо, Янник
Янни́к Анисте́р Сагбо́-Лятт (фр. Yannick Anister Sagbo-Latte; 12 апреля 1988, Марсель) — ивуарийский футболист, нападающий.

## Клубная карьера

### «Монако»
Сагбо родился в Марселе, Франция, и начал свою футбольную карьеру, играя за местный клуб «Бук-Бель-Эр» до перехода в «Монако» в течение зимы 2004 года. В сезоне 2007/08 с дублем «Монако» он выиграл любительский чемпионат Франции по футболу (турнир среди дублей профессиональных клубов Франции), забив 13 голов в 25 матчах. После окончания сезона 13 мая 2008 года он подписал свой первый профессиональный контракт с «Монако» до 2011 года.
Он официально присоединился к первой команде в межсезонье в июле 2008 года, он получил футболку под девятым номером. Сагбо сыграл три матча во время предсезонной подготовки, все с первых минут, включая товарищеский матч против соперника по Лиге 1, «Тулузы»; хорватского клуба «Загреб» и «Олимпик Марсель». Он дебютировал на профессиональном уровне 8 ноября 2008 года в матче против «Олимпик Лион», который был проигран с минимальным счётом. Выйдя на замену, Сагбо сыграл 17 минут.

### «Халл Сити» и аренда в «Вулверхэмптон»
26 июля 2013 года всего через несколько месяцев после 25-летия Сагбо подписал двухлетний контракт на неназванную сумму с «Халл Сити». Он дебютировал в «Халле» в первый день 2013/14 сезона, он отыграл весь матч, но не сумел предотвратить поражение со счётом 2:0 от «Челси». 24 августа 2013 года в матче против «Норвич Сити» на стадионе «Кей Си» после подачи углового хозяева безуспешно просили судью назначить пенальти, это привело к конфронтации, в которой Сагбо был признан одним из главных виновников и получил прямую красную карточку, по-видимому, за агрессивное поведение. 19 октября 2013 года в выездном матче против «Эвертона» Сагбо вышел на поле вместо травмированного Дэнни Грэма, которого вынесли на носилках после подката Гарета Барри, и забил свой первый гол за клуб с подачи Соне Алуко на 30-й минуте, однако это был лишь гол престижа, его команда проиграла со счётом 2:1. 13 апреля 2014 года он забил первый гол «Халла» в матче полуфинала Кубка Англии против «Шеффилд Юнайтед» на стадионе «Уэмбли». Команда Сагбо выиграла со счётом 5:3. В финальном матче против «Арсенала» Сагбо на поле не выходил.
В начале 2014/15 сезона Сагбо сыграл только один матч за «Халл» в рамках Кубка Футбольной лиги. Из-за разногласий с руководством «тигров» в сентябре 2014 года он на правах аренды присоединился к клубу Чемпионшипа, «Вулверхэмптон Уондерерс», срок аренды составил три месяца. Он дебютировал за клуб 1 октября 2014 года в проигранном матче против «Хаддерсфилд Таун». Сагбо трижды выходил на замену, затем вовсе выпал из основного состава, тренер Кенни Джекетт сослался на отсутствие должной физической формы и несостоятельностью игрока заслужить больше времени на поле. 13 ноября он был снова вызван «Халл Сити» за два месяца до окончания срока аренды. Джекетт впоследствии предположил, что это было обоюдное решение клубов. Контракт Сагбо с «Халл Сити» истёк по окончании сезона 2014/15, клуб решил не продлевать соглашение.

## Международная карьера
Сагбо приглашался в сборную Бенина 30 мая 2008 года на матч против Анголы. 10 августа 2010 года он дебютировал в национальной сборной Кот-д’Ивуара в товарищеском матче против Италии на «Болейн Граунд». Он вышел на поле на 61-й минуте вместо Сейду Думбия. Кот-д’Ивуар выиграл с минимальным счётом.